# Beverly Hills, 90210
Beverly Hills, 90210 je ameriška serija, ki se je začela predvajati 4. oktobra 1990 na Fox TV v ZDA v produkciji Spelling Television, in je bila pozneje predvajana na različnih kanalih širom po svetu. Je prva serija Beverly Hills, 90210 franšize. Serija prikazuje življenje skupine najstnikov, ki živijo v prestižni, z zvezdami posejani skupnost Beverly Hills v Kaliforniji, in obiskuje fiktivno srednjo šolo West Beverly High School po končani srednji šoli pa fiktivno univerzo California University. Serijo si je zamislil Darren Star, pod produkcijo Paula Robinsona in izvršno produkcijo Aarona Spellinga in E. Dukea Vincenta. "90210" v naslovu se nanaša na poštno številko Beverly Hillsa.
Izhodišče serije temelji na prilagajanju kulturnemu šoku, ki ga doživita dvojčka Brandon Walsh (igra ga Jason Priestley) in Brenda Walsh (igra jo Shannen Doherty) potem ko sta se skupaj s svojima staršema Jimom (igra ga James Eckhouse) in Cindy (igrala Carol Potter) preselila iz Minneapolisa v Beverly Hills. Poleg prijateljstva in romantičnih odnosov skupine tesno povezanih najstnikov, se pojavljajo tudi aktualne teme, vključno s posilstvi na zmenkih, alkoholizmom, nasiljem v družini, pravicami gejev in lezbijk, antisemitizmom, zlorabo drog, najstniškim samomorom, AIDSom, najstniškimi nosečnostmi in bulimijo.
Serija je pridobila popularnost poleti 1991, ko je sporedu Fox TV posebna "poletna sezona",medtem ko večina drugih serij prikazuje le ponovitve. Serija je postala serija z najvišjo prioriteti na Fox TV, ko so nasledno sezono začeli ponovno predvajati. Gledanost se je dramatično povečala in vsi igralci, zlasti Jason Priestley in Luke Perry, so postali najstniški idoli. Serija je imela tudi veliko sprememb v zasedbi, Jennie Garth, Tori Spelling, Ian Ziering in Brian Austin Green pa so bili redni v celotnem času prevajanja.

## Igralska zasedba
| Igralska zasedba       | Igralska zasedba | Igralska zasedba | Igralska zasedba     |
| Igralec/ka             | Vloga            | Sezona           | Leto                 |
| ---------------------- | ---------------- | ---------------- | -------------------- |
| Jason Priestley        | Brandon Walsh    | 1 – 9            | 1990–1998            |
| Shannen Doherty        | Brenda Walsh     | 1 – 4            | 1990–1994            |
| Jennie Garth           | Kelly Taylor     | 1–10             | 1990–2000            |
| Ian Ziering            | Steve Sanders    | 1–10             | 1990–2000            |
| Gabrielle Carteris     | Andrea Zuckerman | 1–5              | 1990–1995            |
| Luke Perry             | Dylan McKay      | 1–6; 9–10        | 1990–1995; 1998–2000 |
| Brian Austin Green     | David Silver     | 1–10             | 1990–2000            |
| Douglas Emerson        | Scott Scanlon    | 1-2              | 1990–1991            |
| Tori Spelling          | Donna Martin     | 1–10             | 1990–2000            |
| Carol Potter           | Cindy Walsh      | 1–5              | 1990–1995            |
| James Eckhouse         | Jim Walsh        | 1–5              | 1990–1995            |
| Joe E. Tata            | Nat Bussichio    | 1-10             | 1990–2000            |
| Mark Damon Espinoza    | Jesse Vasquez    | 4-5              | 1994–1995            |
| Kathleen Robertson     | Clare Arnold     | 4-7              | 1994–1997            |
| Tiffani-Amber Thiessen | Valerie Malone   | 5–9              | 1994–1998            |
| Jamie Walters          | Ray Pruit        | 5-6              | 1994–1996            |
| Hilary Swank           | Carly Reynolds   | 8                | 1997–1998            |
| Vincent Young          | Noah Hunter      | 8–10             | 1997–2000            |
| Lindsay Price          | Janet Sosna      | 8–10             | 1997–2000            |
| Daniel Cosgrove        | Matt Durning     | 9–10             | 1998–2000            |
| Vanessa Marcil         | Gina Kincaid     | 9–10             | 1998–2000            |

1. ↑  fernsehserien.de
2. ↑  TV REVIEW : Fox's 'Beverly Hills, 90210': ZIP Code for Cliches // Los Angeles Times — El Segundo: 1990. — ISSN 0458-3035; 2165-1736